# Champagne (Andrea)
Champagne è un singolo della cantante bulgara Andrea, pubblicato il 6 febbraio 2011.
Il singolo ha visto la partecipazione di Costi Ioniță e Shaggy.

## Tracce
1. Champagne (Original) – 3:32
2. Champagne (Drunken DJ Brass RMX Radio Edit) – 3:51
3. Champagne (Musette RMX Radio Edit) – 3:08
4. Champagne (Balkan RMX Video Version) – 4:16
5. Champagne (DanceHall Remix) – 3:27